# Jan Leon Kozietulski
Jan Leon Hipolit Kozietulski (Skierniewice, 4 juli 1781 - Warschau, 3 februari 1821) was een Pools edelman en militair commandant tijdens de napoleontische oorlogen.

## Biografie
Jan Leon Hipolit Kozietulski werd geboren in Skierniewice in het Pools-Litouwse Gemenebest. Door zijn goede contacten met Wincenty Krasiński begon hij aan zijn militaire carrière. Zo vocht hij mee bij de Slag bij Eylau. Kozietulski wist zich al snel te onderscheiden en werd de bevelvoerend officier van zijn eigen onderdeel. In maart 1808 vocht hij voor de Fransen mee in de Spaanse Onafhankelijkheidsoorlog. Ook hier wist hij zich te onderscheiden, namelijk bij de slag bij Somosierra. Voor zijn heldendaden aldaar ontving hij het Legioen van Eer.
Hij was ook aanwezig bij de Veldtocht van Napoleon naar Rusland. Kozietulski wist tijdens de Slag bij Malojaroslavets het leven van keizer Napoleon Bonaparte te redden. Vervolgens vocht hij aan diens zijde tijdens de Volkerenslag bij Leipzig. Na de afzetting van Napoleon keerde Kozietulski terug naar Polen, waar hij in 1821 overleed.
- Bibliothèque nationale de France: cb169994193 (data)
- Gemeinsame Normdatei: 1035624508
- International Standard Name Identifier: 0000 0000 3446 3362
- Library of Congress Control Number: n98099479
- Nederlandse Thesaurus van Auteursnamen: 070624445
- Virtual International Authority File: 75636623
- WorldCat: E39PBJmHCfQK4cqbHrF7Gwb8G3